# Bandera de Saskatchewan
La Bandera de Saskatchewan, Canadá, que tiene las proporciones 2:1, fue adoptada el 22 de septiembre de 1969. Tiene una mitad superior de color verde que representa a la zona norte de la provincia y sus tempranas tierras forestales. La sección izquierda en la mitad verde incluye asimismo al Escudo de armas provincial. 
La mitad inferior dorada hace referencia a la región meridional de Saskatchewan con sus primeras cosechas de grano. Sobre el lado derecho, abarcando a ambas mitades, sobresale la lila roja occidental, el emblema de la flor provincial. 
Previo a la adopción del actual pabellón, Saskatchewan habría empleado una insignia azul de manera no oficial, junto al escudo de la provincia, aunque no existe evidencia concreta a tal sospecha.